# Supercopa de Catalunya de rugbi
La Supercopa de Catalunya de rugbi, anomenada Supercopa Catalana Vueling per raons comercials, és una competició esportiva anual de clubs catalans de rugbi. Creada la temporada 2018-19, està organitzada per la Federació Catalana de Rugby. Hi participen els clubs catalans de rugbi de la Divisió d'Honor de Rugby, disputant un únic partit en seu neutral. Aquesta competició marca l'inici de la temporada del rugbi a Catalunya.
La Unió Esportiva Santboiana i el Futbol Club Barcelona son els dominadors de la competició amb dos títols cadascun. La tercera edició va ser ajornada fins al novembre de 2021 per la Federació Catalana de Rugbi, davant el risc públic de contagi del COVID-19.

## Historial
| En negreta = Equip guanyador (1) = Nombre de títols |

| Edició                                                                     | Temporada                                                                  | Data                                                                       | Campió                                                                     | Resultat                                                                   | Subcampió                                                                  | Seu                                                                        | refs        |
| -------------------------------------------------------------------------- | -------------------------------------------------------------------------- | -------------------------------------------------------------------------- | -------------------------------------------------------------------------- | -------------------------------------------------------------------------- | -------------------------------------------------------------------------- | -------------------------------------------------------------------------- | ----------- |
| I                                                                          | 2018-19                                                                    | 08-09-2018                                                                 | FC Barcelona (1)                                                           | 21-17                                                                      | UE Santboiana                                                              | Camp de Sant Roc, Olot                                                     | [ 4 ]       |
| II                                                                         | 2019-20                                                                    | 07-09-2019                                                                 | UE Santboiana (1)                                                          | 31-14                                                                      | FC Barcelona                                                               | Estadi Baldiri Aleu, Sant Boi de Llobregat                                 | [ 5 ] [ 6 ] |
| No es disputà la temporada 2020-21 pel risc públic de contagi del COVID-19 | No es disputà la temporada 2020-21 pel risc públic de contagi del COVID-19 | No es disputà la temporada 2020-21 pel risc públic de contagi del COVID-19 | No es disputà la temporada 2020-21 pel risc públic de contagi del COVID-19 | No es disputà la temporada 2020-21 pel risc públic de contagi del COVID-19 | No es disputà la temporada 2020-21 pel risc públic de contagi del COVID-19 | No es disputà la temporada 2020-21 pel risc públic de contagi del COVID-19 | [ 3 ]       |
| III                                                                        | 2021-22                                                                    | 20-11-2021                                                                 | UE Santboiana (2)                                                          | 23-20                                                                      | FC Barcelona                                                               | Camp de la Teixonera, Barcelona                                            | [ 7 ]       |
| IV                                                                         | 2022-23                                                                    | 10-09-2022                                                                 | FC Barcelona (2)                                                           | 26-14                                                                      | UE Santboiana                                                              | Camp Nou Santa Bàrbara, Sitges                                             | [ 8 ]       |

## Palmarès
| Equip                     | Campió | Subcampió | Finals | Anys campió      | Anys subcampió   |
| ------------------------- | ------ | --------- | ------ | ---------------- | ---------------- |
| Unió Esportiva Santboiana | 2      | 2         | 4      | 2019-20, 2021-22 | 2018-19, 2022-23 |
| Futbol Club Barcelona     | 2      | 2         | 4      | 2018-19, 2022-23 | 2019-20, 2021-22 |